# توم مكارثي (روائي)
توم مكارثي (بالإنجليزية: Tom McCarthy)‏ (22 مايو 1969، لندن في المملكة المتحدة)؛ صحفي، كاتب وروائي بريطاني. درس في كلية نيو كوليج.

## روابط خارجية
- توم مكارثي على موقع مونزينجر (الألمانية)
- توم مكارثي على موقع ميوزك برينز (الإنجليزية)